# هينريتش فانك
هينريتش فانك (بالألمانية: Heinrich Funk)‏ هو رسام ألماني، ولد في 12 ديسمبر 1807 في هرفورد في ألمانيا، وتوفي في 22 نوفمبر 1877 في شتوتغارت في ألمانيا.